# Église Santa Teresa e Giuseppe de Murano

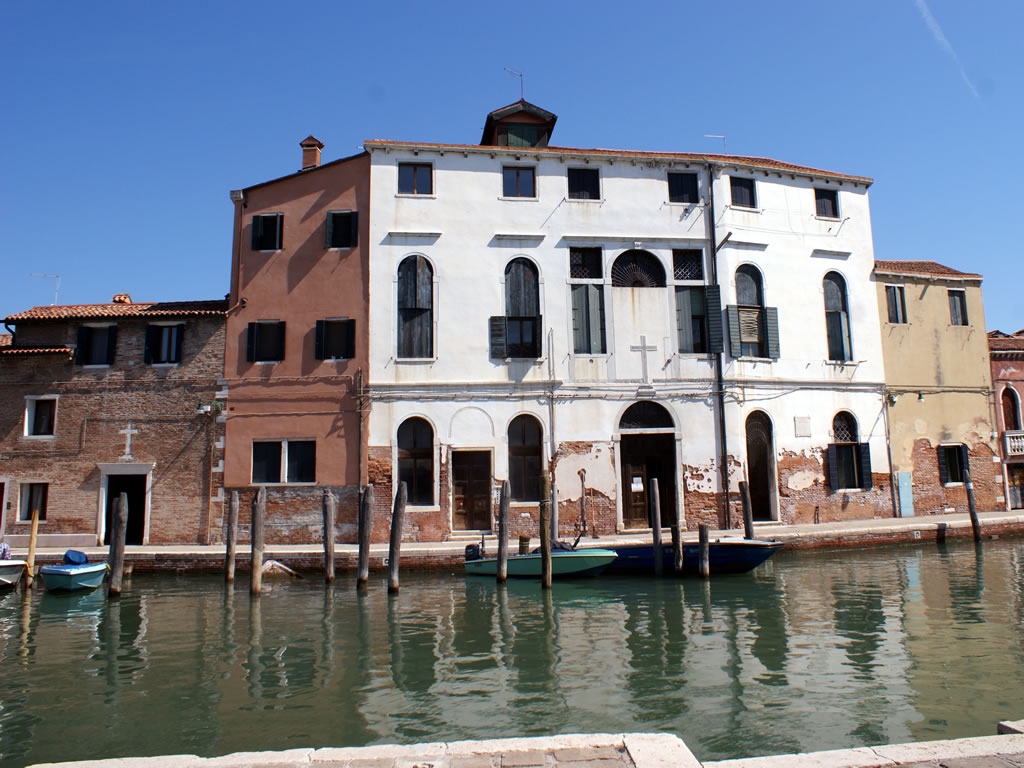
Restes du monastère et de l'église

L'église SS. Giuseppe e Teresa (église Saints Joseph et Thérèse) était une église catholique de Venise, en Italie.

## Localisation
L'église SS. Giuseppe e Teresa était située sur l'île de Murano, le long du canale San Donato.

## Historique
L'église et le monastère ont été fondés en 1736 par des Carmes Déchaux de Conegliano sous l'invocation des Saints Joseph et Thérèse.
La communauté fut supprimée le 12 mai 1810, en exécution du décret royal du 25 avril 1810. 
En 1830, le couvent, restauré, a été concédé aux augustiniens, qui y restèrent jusqu'en 1867.
Actuellement, l'église et le monastère sont désacralisés.